# 니시키가와 철도
니시키가와 철도(錦川鉄道)는 일본 야마구치현 이와쿠니시의 철도 기업이다. 세이류선 등을 운영하고 있다.